# Ipanema-Fledermaus

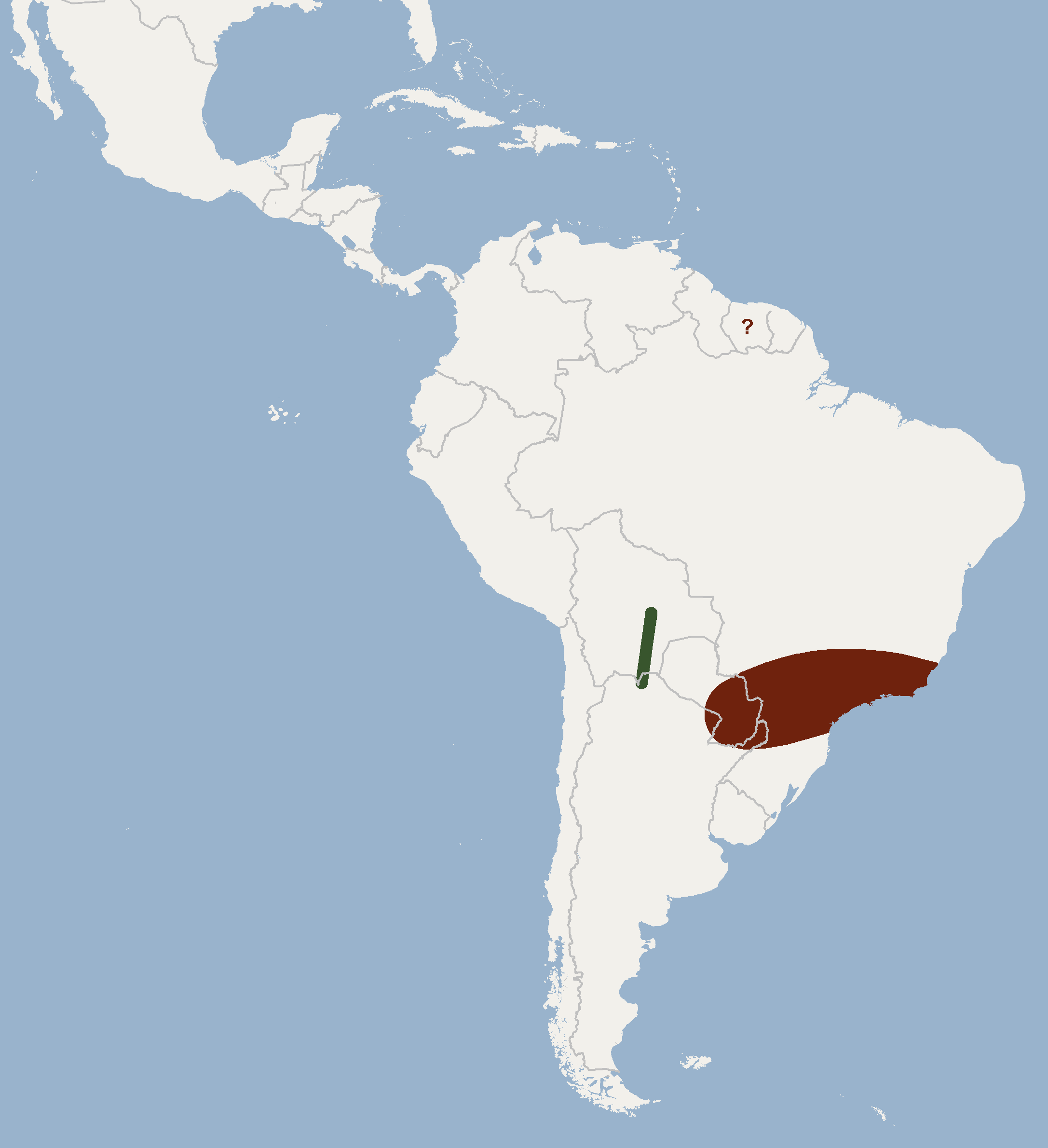
Grobes Skizze des Verbreitungsgebiets

Die Ipanema-Fledermaus (Pygoderma bilabiatum) ist eine in Südamerika verbreitete Fledermaus in der Unterfamilie der Fruchtvampire und die einzige Art der Gattung Pygoderma. Sie zählt mit dem Roten Fruchtvampir und einigen anderen Arten zur Gattungsgruppe Stenodermatini. Das Typexemplar stammt nicht vom Stadtteil Ipanema in Rio de Janeiro, sondern von einem gleichnamigen kleinen Ort im Bundesstaat São Paulo.

## Merkmale
Erwachsene Exemplare sind meist 53 bis 65 mm lang, schwanzlos und wiegen 19 bis 26 g. Selten wird eine Länge bis zu 84 mm und ein Gewicht von 27 g erreicht. Auf der Oberseite ist schwarzbraunes Fell vorhanden und die Unterseite ist von graubraunem Fell bedeckt. Kennzeichnend ist ein weißer Fleck auf jeder Schulter. Kleinere Abweichungen in der Gestalt der Lippen, des Schädels und der Zähne unterscheiden die Ipanema-Fledermaus von anderen Fruchtvampiren. Im Oberkiefer sind die inneren Schneidezähne größer als die äußeren. Bei Männchen sind die Augen von einer ringförmigen Wulst umgeben. Die Zahnformel lautet I 2/2, C 1/1, P 1/1, M 2/2. Auf dem Unterkiefer befindet sich eine T-förmige Schwellung, die vermutlich eine Drüse darstellt. Typisch sind die dicht behaarten Unterarme. Andererseits sind die Brust und die Schultern fast nackt. Der diploide Chromosomensatz enthält 30 oder 31 Chromosomen.

## Verbreitung und Lebensweise
Die Art ist im Süden von Brasilien, Bolivien, Paraguay sowie im nördlichen Argentinien verbreitet. Sie lebt in Wäldern und besucht städtische Parks. Berichte über Funde in Suriname sind zweifelhaft.
Ruhende Individuen konnten in Gebäuden dokumentiert werden. Die Nahrung besteht hauptsächlich aus Früchten. Einige Weibchen waren mit einem Embryo trächtig.

## Gefährdung
Die Art kommt in geeigneten Habitaten häufig vor. In Argentinien tritt sie nur in der Provinz Misiones öfter auf. Die IUCN listet die Ipanema-Fledermaus als nicht gefährdet (least concern), da keine Bedrohungen bekannt sind.